# انتخابات الرئاسة المصرية 2023
جرت الانتخابات الرئاسية في مصر في ديسمبر 2023 كما أعلنت الهيئة الوطنية للانتخابات، وذلك بعد تكهنات باحتمال إجراء الانتخابات في وقت أبكر من المتوقع. فُتِح باب تسجيل المرشحين في الفترة من 5 إلى 14 أكتوبر 2023، وبدء الحملة الانتخابية في 9 نوفمبر. جرى التصويت في مصر في الفترة من 10 إلى 12 ديسمبر؛ بينما أدلى المغتربون بأصواتهم في الفترة من 1 إلى 3 ديسمبر.
تعتبر الانتخابات الرئاسية المصرية 2023 هي خامس انتخابات رئاسية تعددية مباشرة في تاريخ مصر وثالث انتخابات رئاسية بعد مظاهرات 30 يونيو وانقلاب 2013 في مصر.

## المرشحون
استلمت لجنة تلقى أوراق الترشح للانتخابات الرئاسية بالهيئة الوطنية للانتخابات أوراق الترشح من 4 مرشحين فقط، أعلنت الهيئة قائمة المرشحين المؤهلين في 9 نوفمبر. المرشحون هم:
| الرقم | الصورة | الإسم                       | الحزب                              | ملاحظات |
| ----- | ------ | --------------------------- | ---------------------------------- | --- |
| 1     |        | عبد الفتاح سعيد حسين السيسي | مستقل                              | رئيس الجمهورية الحالي والذي تنتهي ولايته في 2 أبريل 2024. |
| 2     |        | حازم سليمان عمر             | حزب الشعب الجمهوري                 | عضو مجلس الشيوخ منذ ديسمبر 2020. كلفه حزب الشعب الجمهوري يوم السبت 8 يوليو 2023 بالترشح لمنصب رئيس الجمهورية في الانتخابات الرئاسية التعددية الخامسة لجمهورية مصر العربية، مرشحا حصريا عن حزب الشعب الجمهوري. |
| 3     |        | عبد السند يمامة             | حزب الوفد الجديد.                  | عضو بالهيئة العليا لحزب الوفد لمدة 3 دورات متواصلة، بالإضافة إلى توليه منصب رئيس اللجنة التشريعية والدستورية سابقا. أعلن نيته الترشح للانتخابات في 18 يونيو 2023. بعد موافقة الهيئة العليا للحزب على ترشحه.   |
| 4     |        | فريد زهران                  | الحزب المصري الديمقراطي الاجتماعي. | أعلن ترشحه في 20 سبتمبر 2023. |

### المستبعَدون والمنسحبون
| الرقم | الصورة | الإسم            | الحزب                 | ملاحظات |
| ----- | ------ | ---------------- | --------------------- | --- |
| 1     |        | أحمد طنطاوي      | تحالف 25-30           | عضو مجلس النواب المصري السابق عن دائرة دسوق وقلين بمحافظة كفر الشيخ. وهو أحد أعضاء "تكتل 25/30" البرلماني. وعمل أيضًا صحفيًّا في جريدة الكرامة. ورئيس حزب الكرامة السابق حيث استقال في يوليو 2022. أعلن عن ترشحه للانتخابات في 20 أبريل 2023 عبر ما أسماه "البديل المدني الديمقراطي" ، تحت شعار "يحيا الأمل". وفي 13 أكتوبر 2023 أعلن انسحابه من سباق الانتخابات الرئاسية لعدم حصوله على عدد التوكيلات اللازمة، حيث حصل على 14161 توكيلًا فقط. |
| 2     |        | أحمد الفضالي     | حزب السلام الديمقراطي | مؤسس تيار الاستقلال. أعلن ترشحه في 26 يونيو 2023. في 13 أكتوبر 2023 أعلن انسحابه من سباق الانتخابات الرئاسية، قائلًا أن مؤيديه وأعضاء حملته الانتخابية منعوا من المشاركة بكل الأشكال والطرق الممكنة. |
| 3     |        | محمد فؤاد بدراوي | حزب الوفد الجديد      | النائب السابق عن حزب الوفد الجديد. كان عضوًا لمجلس مجلس الشعب عن دائرة نبروه لدورتين متتاليتين من 1995 الي 2005. شغل منصب سكرتير عام حزب الوفد لعدة سنوات. أعلن نيته الترشح للانتخابات في 21 يونيو 2023 ولم يتقدم رسميًا للمشاركة في الانتخابات. |
| 4     |        | جميلة إسماعيل    | حزب الدستور.          | أعلنت ترشحها في 20 سبتمبر 2023 وأعلنت انسحابها من الإنتخابات الرئاسية في 11 أكتوبر 2023 بعد قرار الجمعية العمومية لحزب الدستور بعدم المشاركة في الانتخابات. |

## النظام الانتخابي

### نظام الانتخابات
تنص المادة 140 المعدلة من الدستور المصري على أن يُنتخب رئيس الجمهورية لمدة ست سنوات ميلادية، تبدأ من اليوم التالي لانتهاء مدة سلفه، ولا يجوز أن يتولى الرئاسة لأكثر من مدتين رئاسيتين متتاليتين. وتبدأ إجراءات انتخاب رئيس الجمهورية قبل انتهاء مدة الرئاسة بمائة وعشرين يومًا على الأقل، ويجب أن تُعلَن النتيجة قبل نهاية هذه المدة بثلاثين يومًا على الأقل. ولا يجوز لرئيس الجمهورية أن يشغل أي منصب حزبي طوال مدة الرئاسة.
تُجرى الانتخابات الرئاسية المصرية باستخدام نظام الدورتين. ينص الدستور على بدء إجراءات انتخاب رئيس الجمهورية قبل 120 يوما على الأقل من تاريخ انتهاء فترة الرئاسة الحالية، التي تنتهي في 1 أبريل 2024، وتعلن النتائج قبل 30 يومًا على الأقل من تاريخ انتهاء فترة الرئاسة أي يوم 1 مارس 2024.
يحدد الدستور شروط الترشح، بأنه «يُشترط لقبول الترشح لرئاسة الجمهورية أن يكون مصريًا من أب وأم مصريين، وألا يحمل جنسية دولة أجنبية، وألا يقل عمره عن أربعين عامًا ميلاديًا من تاريخ فتح باب الترشح، وأن يزكّي المترشحَ عشرون عضوًا على الأقل من أعضاء مجلس النواب، وأن يؤيده ما لا يقل عن خمسة وعشرين ألف مواطن ممن لهم حق الانتخاب في خمس عشرة محافظة على الأقل، وبحد أدنى ألف مؤيد من كل محافظة منها. وفى جميع الأحوال، لا يجوز تأييد أكثر من مترشح، وذلك على النحو الذي ينظمه القانون.» 

### الجدول الزمني
أعلنت الهيئة الوطنية للانتخابات الجدول الزمني للانتخابات، حيث ستجري ما بين 10 إلى 12 ديسمبر، بينما تتلقى طلبات الترشيح من 5 إلى 14 أكتوبر 2023.

## الجدل

### انتهاكات
أعلنت حملة المرشح الرئاسي فريد زهران أنها رصدت بعض المخالفات والخروقات خلال عملية التصويت في عدد من اللجان في مختلف المحافظات، من بينها عمليات شراء أصوات ورشاوى مادية وعينية وأبلغت الهيئة الوطنية للانتخابات بها. وحول أهم ملامح الخروقات قال المهندس باسم كامل مدير حملة فريد زهران: "الانتهاك الرئيسي الذي رصدناه هو شراء الأصوات اليوم كان مبالغ فيه وانتشر وكأنه أمر عادي ورصدنا ذلك وتقدمنا بالهيئة الوطنية للانتخابات ببلاغات عبر الإيميل"، مواصلاً: " وكان فيه ناس بتسأل بعض الصوت بكام كما لو كان أمراً عادياً؟.. أحد زملائنا بعدما انتهى من التصويت حصل على كوبون قيمته 200 جنيه".

## النتائج
أعلنت الهيئة الوطنية للانتخابات يوم 18 ديسمبر 2023 أن نسبة المشاركة في الانتخابات قد بلغت 66.8% من الأصوات، وأن السيسي قد حصل على عدد 39 مليون 702 ألف 451 صوتًا بنسبة 89.6% من الأصوات الصحيحة، وبذلك يكون قد فاز بولاية رئاسية ثالثة حتى عام 2030.